# Ivana Božović
Ivana Božović (Podgorica, 28. siječnja 1991.), crnogorska je rukometašica koja trenutno igra za ŽRK Lokomotiva Zagreb.
Ova povremena reprezentativka Crne Gore igrala je još i za ŽRK Petrol Bonus Podgorica, ŽRK Budućnost i ŽRK Biseri.

## Uspjesi

### ŽRK Budućnost
- Liga Crne Gore 2007., 2008., 2009., 2010., 2011., 2012.
- Kup Crne Gore 2007., 2008., 2009., 2010., 2011., 2012.

- Liga prvakinja 2012.
- Regionalna liga: 2009., 2010., 2011., 2012.

- Kup pobjednika kupova 2010.

### ŽRK Lokomotiva Zagreb
- prvenstvo Hrvatske 2014.

- kup Hrvatske 2014.

## Vanjske poveznice
- www.eurohandball.com – Ivana Božović (engl.)